# Tveta kyrka, Värmland

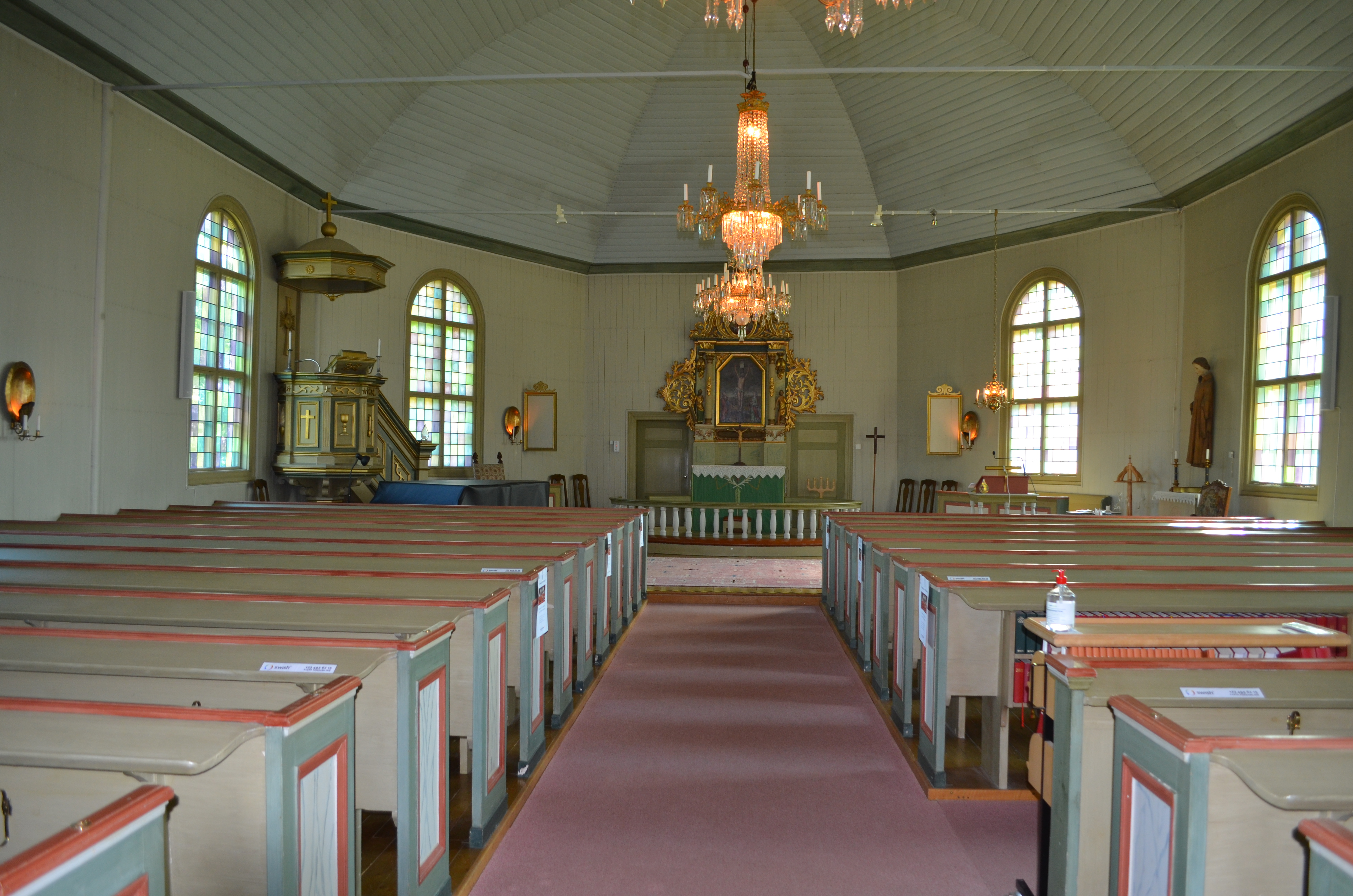
Tveta kyrkas kyrkorum

Tveta kyrka är en kyrkobyggnad som tillhör Tveta församling i Karlstads stift. Kyrkan ligger i Tveta socken, några kilometer väster om Säffle i Värmland. Omgivande kyrkogård har sina äldsta delar söder om kyrkan. Kyrkogården har utvidgats åt norr 1940 och 1983.

## Kyrkobyggnaden
Kyrkan har en stomme av trä och består av ett rektangulärt långhus med tresidigt kor i öster och kyrktorn i väster. Öster om koret finns en vidbyggd sakristia. Ytterväggarna är klädda med tjärade spån och genombryts av rundbågiga, vitmålade fönster med blyspröjs. Kyrkan täcks av ett valmat sadeltak som är belagt med kopparplåt. Tornets tak täcks av kopparplåt och har en tornspira klädd med tjärade spån. Tornspiran kröns av en kula och ett kopparkors. Kyrkorummet har panelklädda väggar och ett innertak med ett gråvitt trätunnvalv. Ingången finns i väster och går via tornets bottenvåning. Ännu en ingång finns vid sakristians södra sida. Kyrkobyggnaden vilar på en gråmålad betongsockel.

### Tillkomst och ombyggnader
Enligt traditionen har en tidigare kyrka legat vid Mon, några kilometer norr om nuvarande kyrkplats. Kyrkan var byggd av trä och ännu vid början av 1800-talet fanns en synlig stengrund bevarad.
Äldsta delarna i nuvarande träkyrka härrör sannolikt från 1670-talet och ersatte en äldre kyrkobyggnad, troligen av medeltida ursprung. Kyrkans utformning var från början ganska enkel. Enligt första protokollsboken från 1705 saknade kyrkorummet golv. Under början av 1700-talet genomfördes förändringar av kyrkorummet då golv lades och innertaket målades. Vapenhuset uppfördes samtidigt med kyrkan medan sakristian tillkom 1737. 1872 genomfördes en stor ombyggnad då nuvarande kyrktorn uppfördes. Kyrkan förlängdes då fem meter och höjdes tre stockvarv. Ytterväggarnas spånbeklädnad togs bort och ersattes med träpanel som vitmålades. Kyrkorummets platta innertak byttes ut mot nuvarande tunnvalv av trä. Troligen var det vid denna ombyggnad som yttertaket belades med plåt.

### Restaureringar på 1900-talet och 2000-talet
En restaurering genomfördes 1940–1941 under ledning av arkitekt Einar Lundberg. Ett nytt värmesystem med lågtrycksånga installerades och under sakristian byggdes ett pannrum. Kyrkorummets väggar av pärlspont kläddes in med masonit och målades. Flera äldre inventarier konserverades och återställdes, däribland medeltida träskulpturer och en altaruppsats från 1722. Vid en ombyggnad 1955 avlägsnades ytterväggarnas träpaneler från 1872 och ersattes med träspån som tjärades. Avsikten var att återge kyrkan något av dess ursprungliga karaktär. Vid en restaurering 1969–1970 byggdes smårum i utrymmet under västra läktaren. Vid en renovering 1988 utvidgades dessa smårum till bland annat brudkammare och toalett. Samtidigt byggde en ny altarring efter förlaga från 1870-talet. I samband med renoveringen upptäcktes hussvamp under trossbotten, så hela golvet togs upp och en ny bottenplatta av betong göts under kyrkan. Sommaren 2002 ersattes kyrktakets plåtbeläggning med ett tak av falsad kopparplåt.

## Inventarier
- Dopfunten av täljsten är från mitten av 1200-talet och fanns i den tidigare kyrkan. Runt funtens cuppa löper en platthuggen bandfläta. Dopfunten står mot väggen i korets södra sida. Dopfunt med dopaltare vilar på en rundad förhöjning av trä.
- Triumfkrucifixet från 1300-talet kommer från tidigare kyrka.
- Altartavlan i barockstil tillkom 1722.
- Den åttakantiga predikstolen vid korets norra sida är en gåva av prosten Lars Edgren och tillkom 1874. En åttakantig baldakin tillkom vid renoveringen 1941.

### Orgel
- 1887 byggde E A Setterquist & Son, Örebro en orgel med 6 stämmor. Fasaden är grönmålad och försedd med förgyllda detaljer.
- Nuvarande orgel tillverkades 1953 av Nils Hammarberg, Olof Hammarberg i Göteborg.Orgeln är pneumatisk och har fria och fasta kombinationer. I orgeln ingår delar från en tidigare orgel samt orgelfasaden från 1887.

| Huvudverk I   | Svällverk II        | Pedal      | Koppel |
| Principal 8´  | Rörflöjt 8´         | Subbas 16´ | I/P    |
| Gedakt 8´     | Gemshorn 4´         | Gedakt 8´  | II/P   |
| Oktava 4'     | Kvintadena 4'       |            | II/I   |
| Flöjt 4'      | Svegel 2'           |            |        |
| Oktava 2'     | Sesquialtera 2 chor |            |        |
| Mixtur 2 chor | Scharf 2 chor       |            |        |
|               | Crescendosvällare   |            |        |

## Bildgalleri

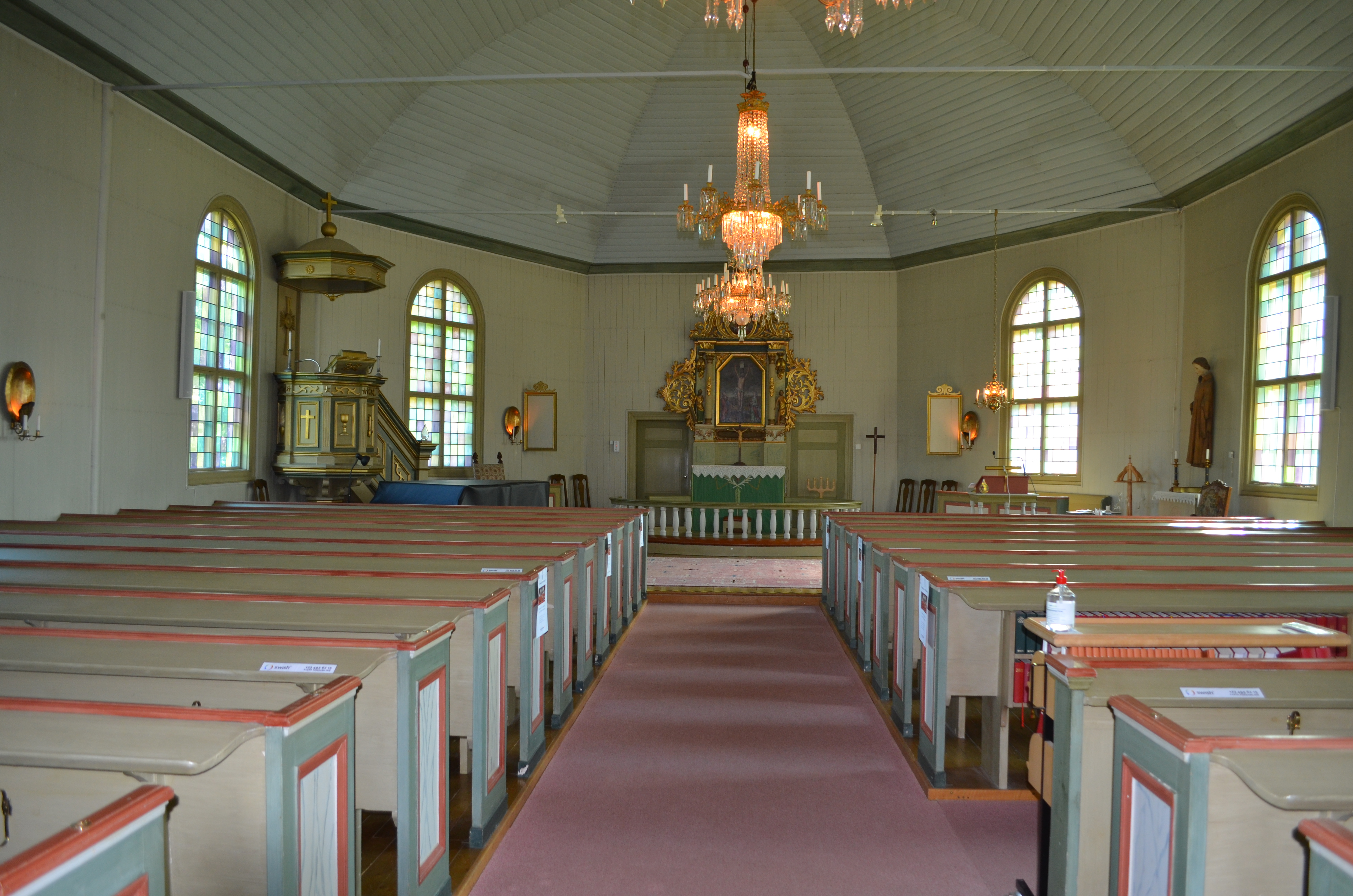
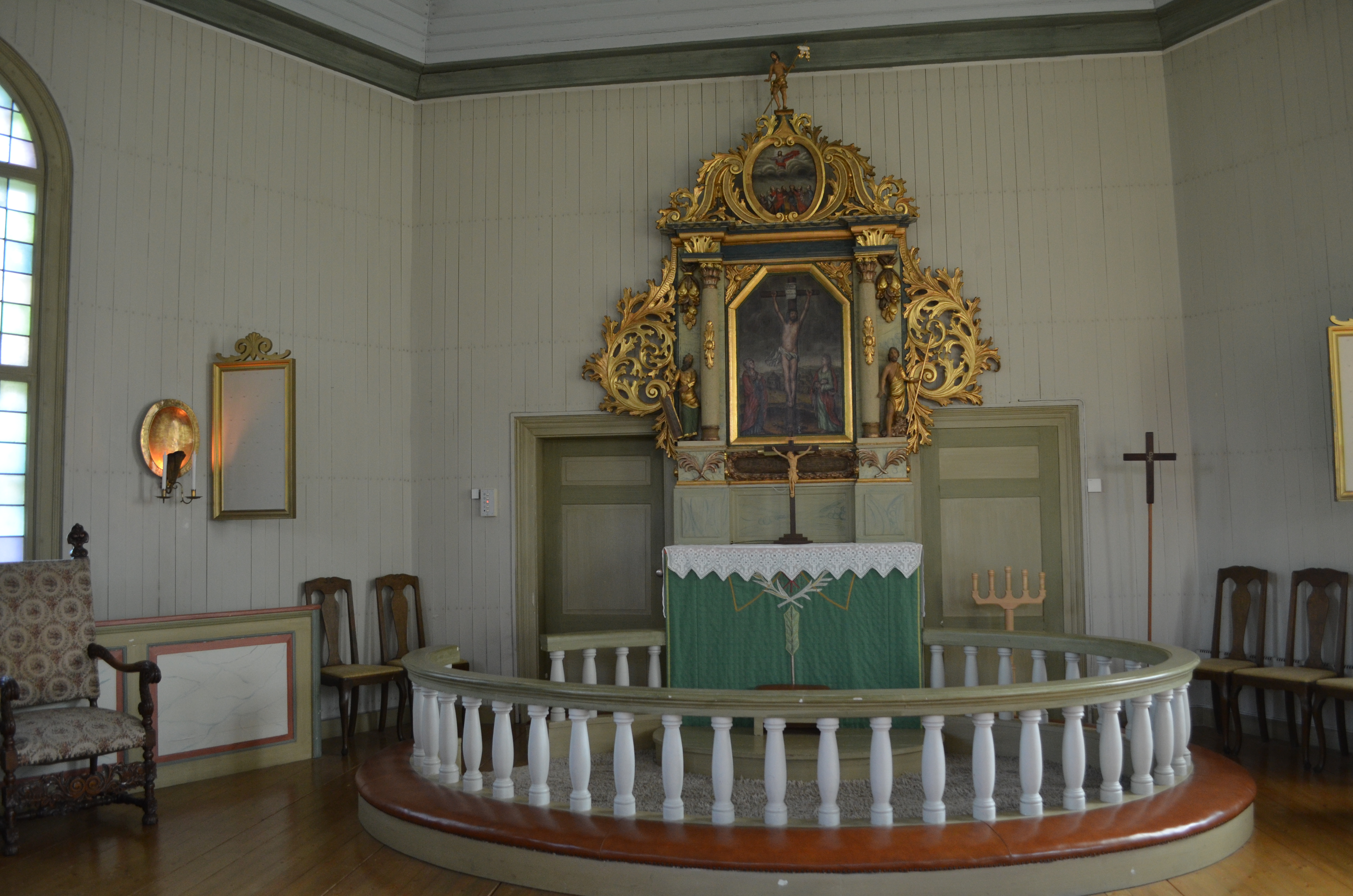
Tveta kyrkas altare
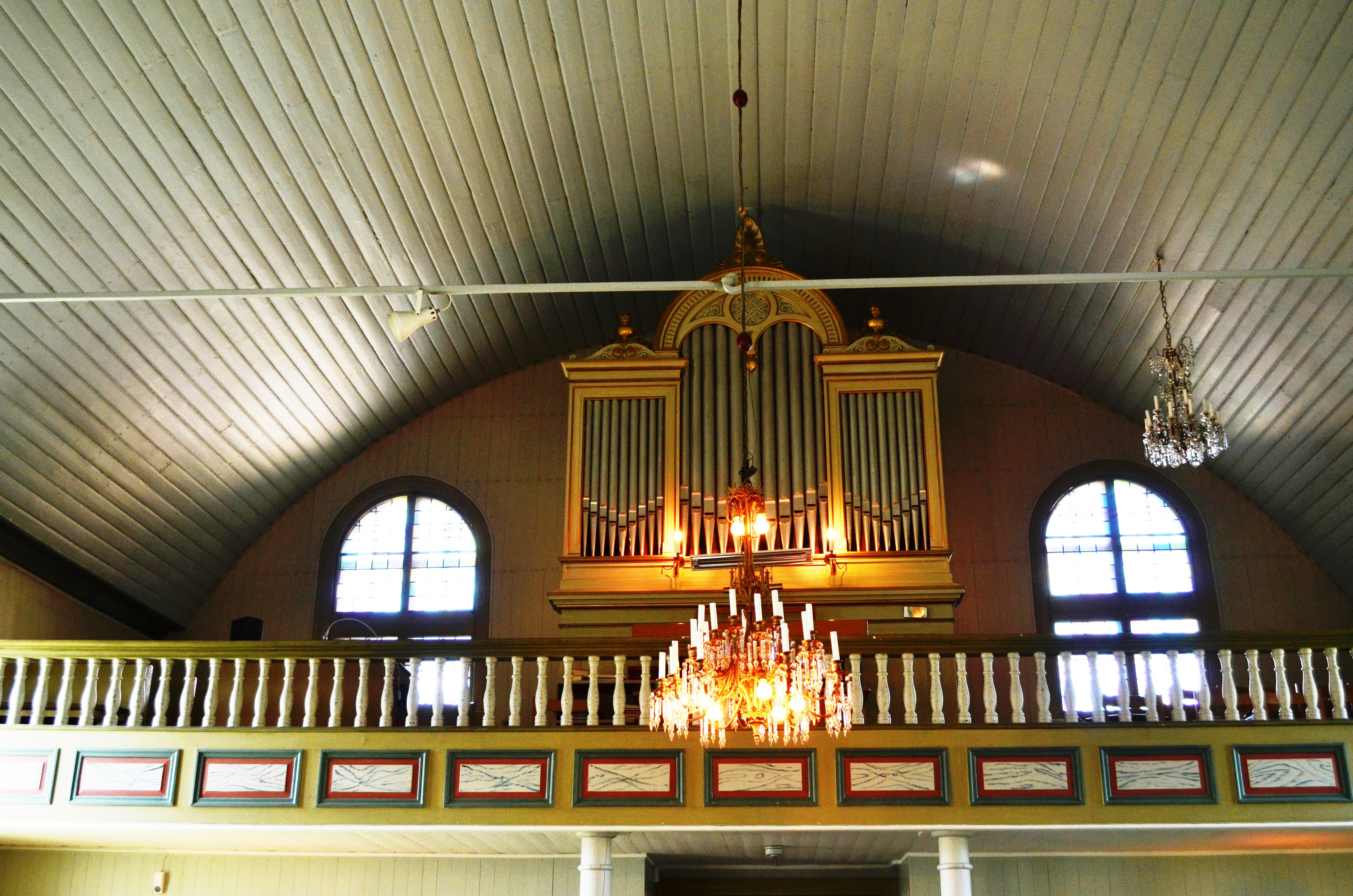
Tveta kyrkas kyrkorgel
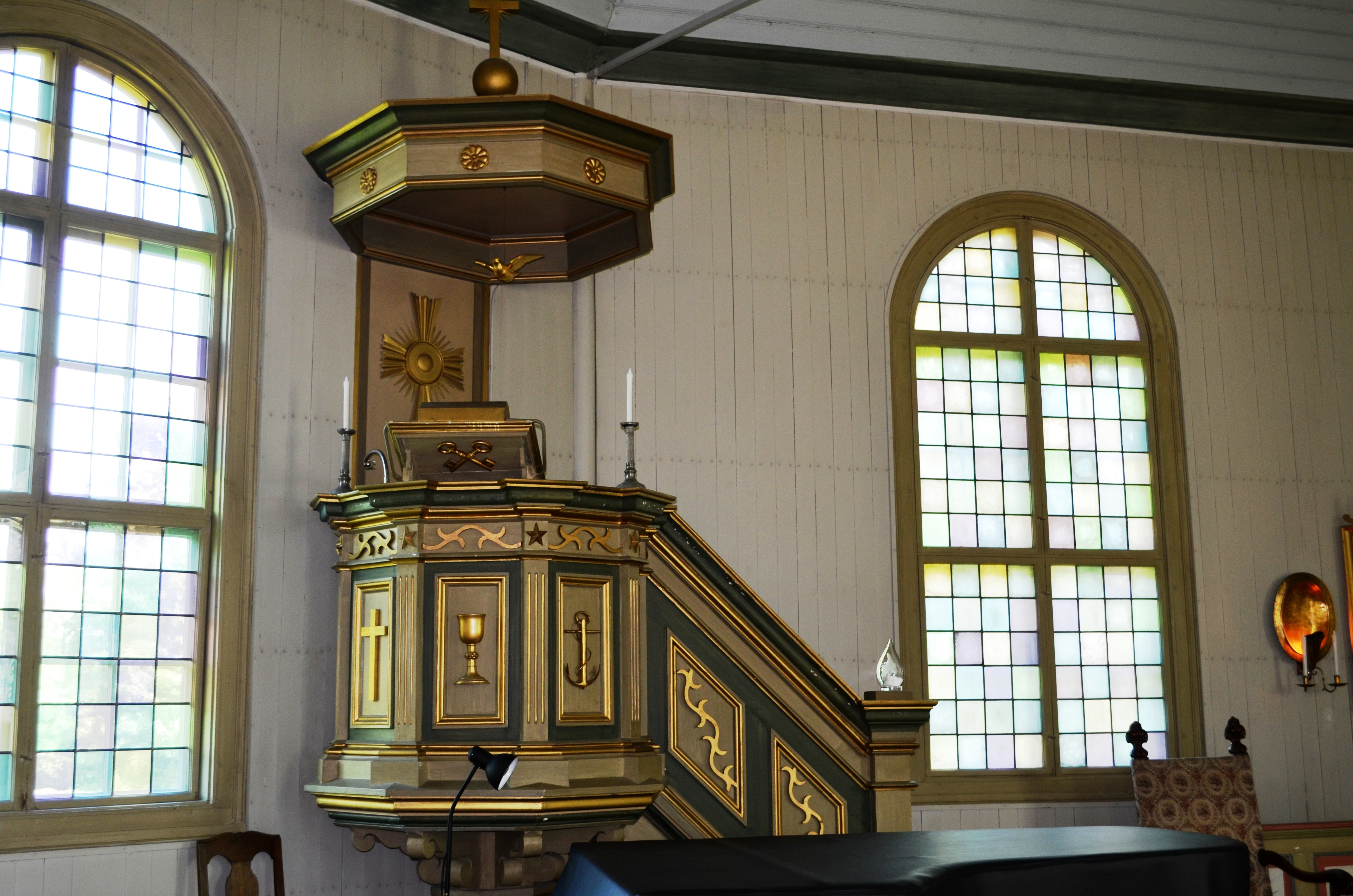
Tveta kyrkas predikstol
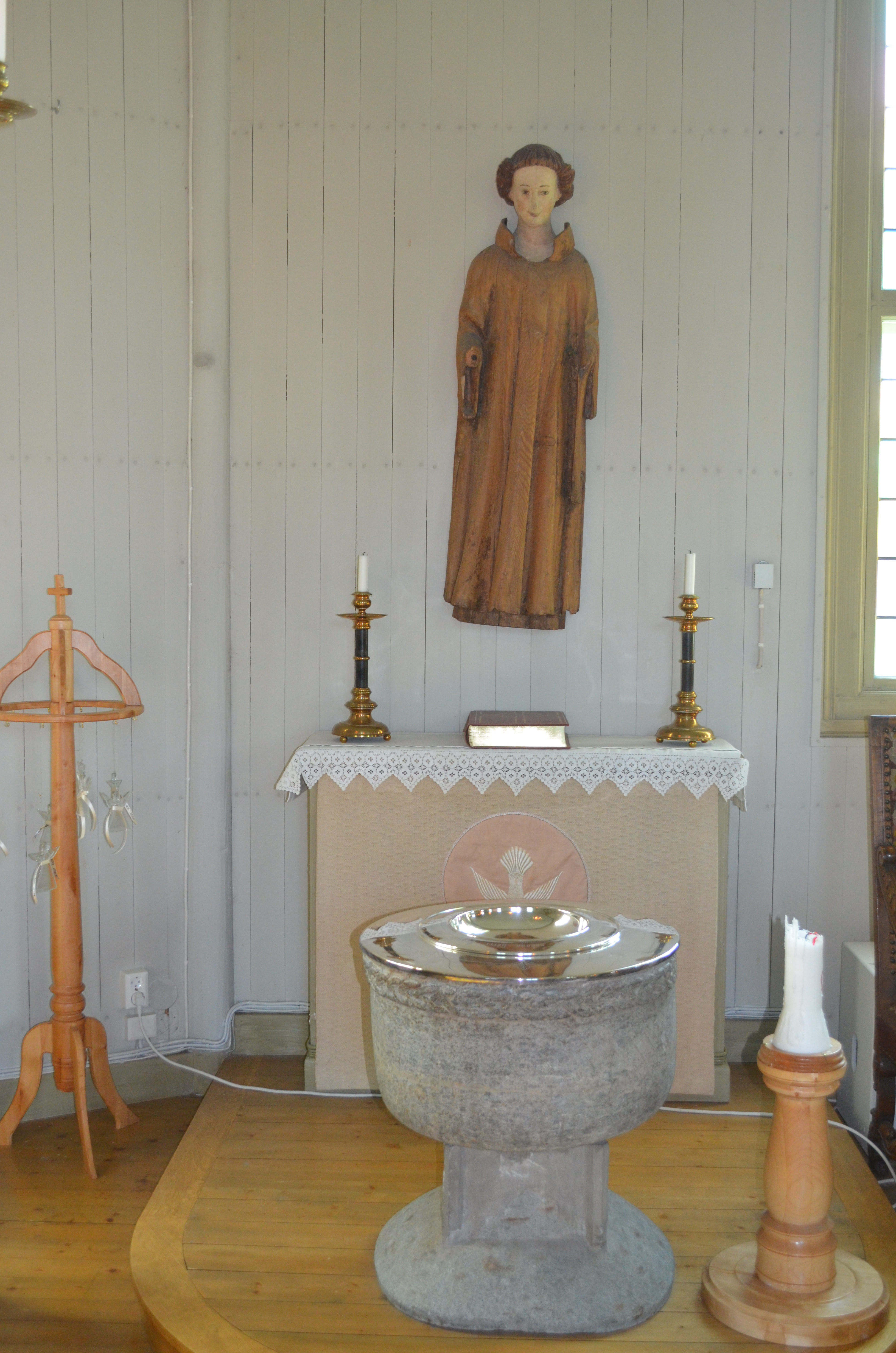
Tveta kyrkas dopfunt